# Iosif Momcelidze
Iosif Szotajewicz Momcelidze (ur. 7 listopada 1980) – kazachski zapaśnik walczący w stylu wolnym.  Wicemistrz igrzysk Azji Wschodniej w 2001. Mistrz świata juniorów w 2000; drugi w 1999. Wicemistrz świata kadetów w 1996. Wicemistrz Azji juniorów w 1999; trzeci w 1998 roku.